# Paul Dardé
Pour les articles homonymes, voir Dardé.
Paul Dardé, né le 4 juillet 1888 à Olmet (Hérault) et mort à Lodève (Hérault) le 29 décembre 1963, est un sculpteur français.

## Biographie
Paul Dardé est né à Olmet. Scolarisé dans la commune voisine de Lodève, il quitte l'école des Frères de cette ville, en 1902, au moment du certificat d'études pour seconder son père, fermier au domaine de Belbézet. Tout en assumant son travail d'ouvrier agricole, il lit beaucoup, l'adolescent, qui a quitté l'école à 13 ans, dévore les livres des grands auteurs, à la bibliothèque municipale de Lodève, dessine et commence à sculpter des blocs rocheux dans cette région de relief karstique voisine du Cirque de Navacelles.
Maître Martin, notaire à Lodève, remarque son travail et invite Max Théron, peintre et graveur, professeur de dessin au collège, à le rencontrer. Ce dernier lui enseigne les premières notions de dessin et de gravure, et écrit des articles pour essayer de le faire connaître. De 1908 à 1913, il effectue son service militaire à Montpellier où il obtient l'autorisation de suivre quelques cours à l'école des beaux-arts de cette ville. En 1912, il est admis dans l'atelier de Jean-Antoine Injalbert à l'École des beaux-arts de Paris qu'il abandonne assez rapidement. Grâce à une bourse d'études saluant son talent il voyage en Italie. La même année, il entre dans l'atelier d'Auguste Rodin qu'il quitte très rapidement et retourne à Lodève. « C'était quelqu'un de foncièrement indépendant, qui avait du mal avec l'autorité et le conformisme », explique Cécile Chapelot, chargée des collections Beaux-Arts au Musée Fleury de Lodève.
En 1914, au moment même où il reçoit sa première commande publique, le sculpteur autodidacte de 26 ans est mobilisé pendant la Première Guerre mondiale. Tout d'abord affecté au service auxiliaire (cantine, habillement...), il est frappé par une sanction absolument abominable qui consiste à l'envoyer sur le front comme brancardier. Pendant huit mois, Dardé ramasse des corps en charpie sous les obus et la mitraille, une expérience qui l'anéantit et dont il rapportera des dessins épouvantés. Après un bombardement particulièrement traumatisant, il fuit la guerre en sautant d'un train qui rapatrie les troupes vers un camp de repli et marche pendant 15 jours de Doullens (Somme) à Riom (Puy de Dôme), où il est arrêté. Hagard, il est interné en psychiatrie à Montpellier, ce qui lui évite probablement d'être fusillé pour désertion.
L'art le sauve de la folie et en 1920 à Paris au Grand Palais, il expose Éternelle Fouleur et le Grand faune (Grand Prix National des Arts de 1920), sculptures qui lui assurent une notoriété internationale et lui valent des commandes comme celle d'un Laocoon par la Ville de Paris.

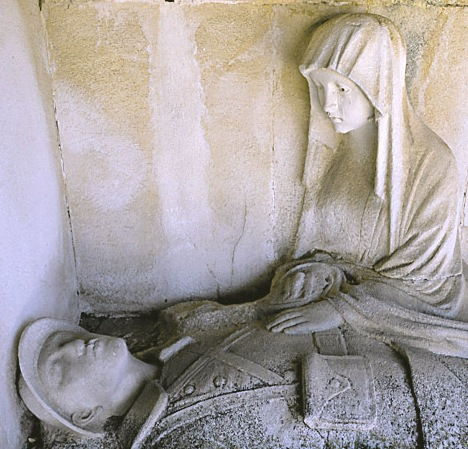
Détails du monument aux morts de Soubès (1919)

Mais à 32 ans, alors que son chemin vers la gloire semble tout tracé, Dardé choisit de revenir dans sa région natale pour faire des monuments aux morts et exprimer sa forte volonté de décentralisation artistique. Le 19 juin 1919, il épouse Alice Caubel à Auzits (née le 8 juillet 1901 à Aubin (Aveyron) et décédée le 24 octobre 1987 à Lodève).
Véritable force de la nature, peu enclin à s'épancher, il vivra dès lors dans un grand dénuement pour le restant de sa vie. Il installe un nouvel atelier à Soubès (Hérault), où il réalise en 1919 le monument aux morts de la commune. Il poursuit cette activité avec sept autres monuments commémoratifs jusqu'en 1926 pour Lodève, Clermont-l'Hérault, Lunel, Limoux, etc., tout en répondant à de nombreuses commandes. Dardé crée sept monuments aux morts dans l'Hérault ( Lodève, Soubès, Saint-Maurice-Navacelles, Le Bousquet-d'Orb, Clermont-l'Hérault, Lunel, Béziers) et un dans l'Aude (Limoux). « Il avait vécu la guerre dans sa chair (...), la réalisation artistique est clairement humaniste donc pacifiste... » souligne Cécile Chapelot. « Ce ne sont pas des monuments froids, qui portent aux nues la patrie: ils parlent de la douleur, de la réalité de la guerre - les morts, le deuil...» .,

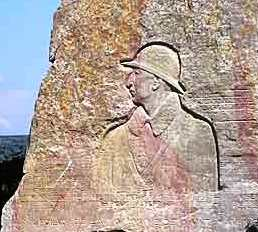
Monument aux morts de Saint-Maurice-Navacelles (1922)

A Lodève, le sculpteur montre l'image de la guerre sous les traits d'une victime dans toute son humanité et non d'un fier combattant brandissant son fusil ou un drapeau. Couché sur le dos, le cadavre du soldat est entouré à sa tête de quatre femmes représentant les quatre saisons et la permanence du souvenir, à sa droite d'une femme ployée sous la douleur et à ses pieds de deux enfants, l'un de condition modeste, l'autre plus richement vêtu. Le monument de Clermont-l'Hérault, dont la commande officielle était une victoire ailée penchée sur un soldat, reste le plus énigmatique ou le plus provocateur: un soldat gisant est veillé par une femme nue, parée de plumes et de bijoux telle une danseuse de cabaret. Dardé aurait pu ainsi vouloir dénoncer la "vie parisienne" qui continuait pendant que des enfants du peuple comme lui tombaient au combat.

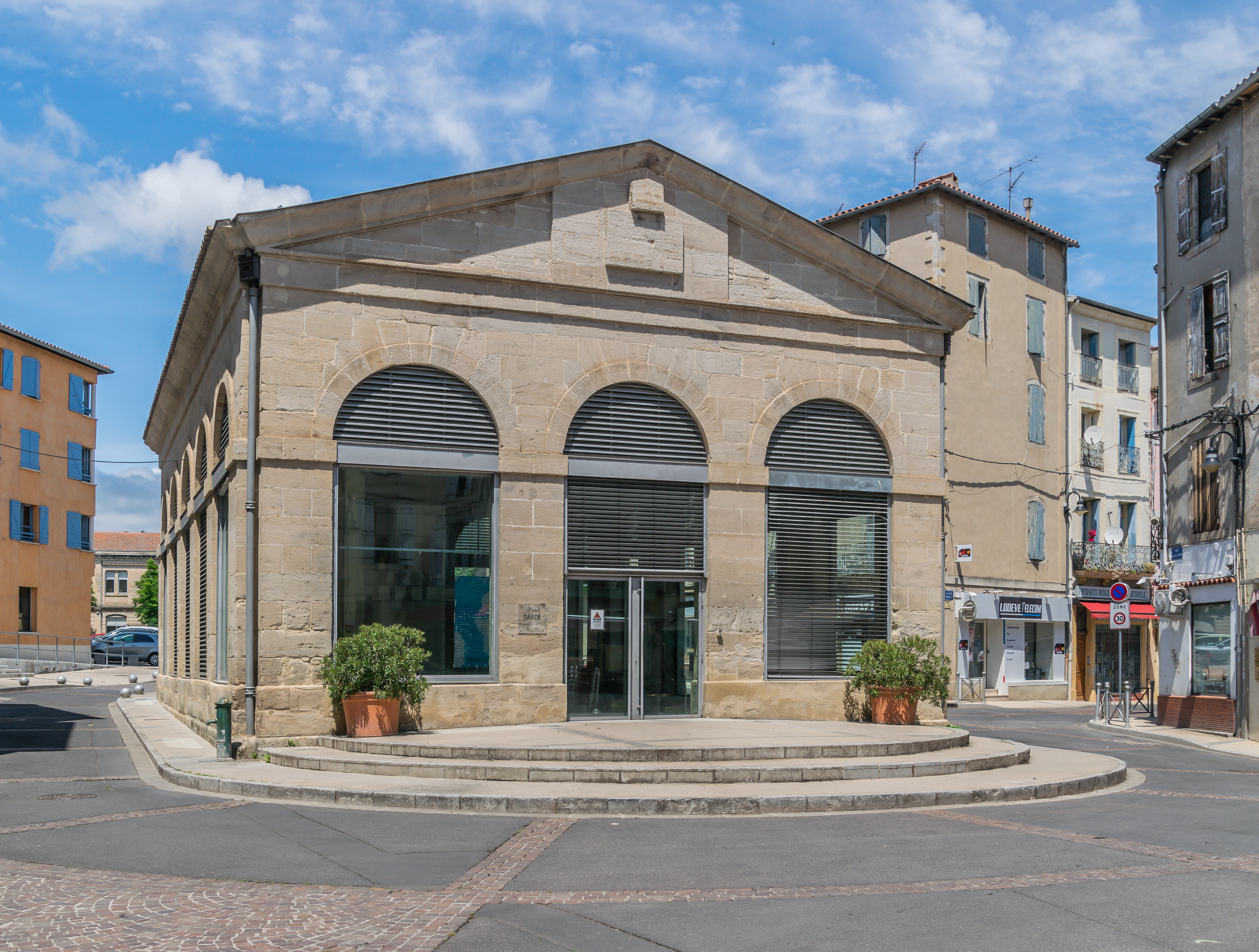
La Halle Dardé (Lodève, Hérault), lieu consacré au sculpteur lodévois Paul Dardé accueillant trois de ses œuvres monumentales: Le Christ aux Outrages, la Cheminée Monumentale et un moulage de l'Homme de Neandertal.

Il peut alors installer son grand atelier près de Lodève en 1924 et il produit L'Homme Préhistorique pour Les Eyzies et en 1927 la Cheminée Monumentale, qu’il présente à l’Exposition internationale des arts décoratifs et industriels. A travers elle, l’artiste signe une œuvre manifeste. Défendant l’usage de différentes techniques et du travail artisanal, il célèbre également le rapport entre architecture et sculpture. L'iconographie illustre aussi des thèmes chers à Dardé, celui des contes et de la transmission orale. Elle est aujourd'hui exposée de manière permanente à la Halle Dardé à Lodève (Hérault).
Son atelier est vendu aux enchères publiques en 1926 pour combler quelques dettes. Il œuvre autant à des sculptures qu'à des dessins, des gravures et des calligraphies. En 1928, il dessine les illustrations de Macbeth et en 1930, celles de La Chanson de Roland. En 1931, il sculpte le Monument à Quinton ainsi que Thaïs, taillée dans un bloc de marbre racheté après la mort de Rodin. Mais il est obligé de subir une seconde vente aux enchères, celle-ci de tous ses biens, et traverse alors une période difficile dont il se relève en travaillant dans un autre atelier de Lodève, où il exécute le Christ aux outrages.
En 1936, il se réfugie à Saint-Maurice-Navacelles sur le Larzac, où il commence la construction de son propre atelier dont il est l'architecte. Il y réalise notamment le Monument à Emma Calvé, commandé par la Ville de Millau, et de nombreuses autres œuvres sculptées : Grands conquérants, Grands musiciens, Personnages mythologiques (faunes, vénus), ainsi que des illustrations : Hamlet, Croisade des Albigeois, et des dessins à la plume ou légèrement colorés. Dans son atelier, il forme à la taille directe le futur archéologue et sculpteur Gaston-Bernard Arnal.
En 1956, gravement malade, il est obligé de retourner à Lodève dans une petite maison de famille où il continue à travailler quelques ébauches et dessine de nombreuses figures.
Paul Dardé meurt dans la misère et l'oubli à Lodève le 29 décembre 1963.

## Postérité
Un an après l'inhumation de l'artiste, une exposition rétrospective est organisée à la galerie Mirage de Montpellier. L'Association des amis de Paul Dardé avait l'intention de sauver l'atelier du sculpteur à Saint-Maurice-Navacelles avant de péricliter. Elle a été remplacée par l'Association Mémoire de pierres, dont l'objet est la sauvegarde de l'œuvre de Paul Dardé.
Le Musée Fleury de Lodève a acquis le fonds d'atelier de l'artiste en 1972, ainsi que d'autres œuvres diverses. Cette collection regroupe près de 2 800 dessins et 567 sculptures de Paul Dardé faisant de cette institution un lieu de référence pour l'œuvre de cet artiste. D'autres œuvres sont conservées au musée national de l'Art occidental de Tokyo, au Art Institute of Chicago, au musée d'Orsay à Paris, au musée national de Préhistoire des Eyzies, dans les collections du Mobilier national, ou bien ornent des lieux publics comme le parc de Vizille.
La première monographie, Paul Darde, sculpteur dessinateur de l'âme humaine, fut publiée en 1992 par Christian Puech et publie les écrits de l'artiste.
Le collège de Lodève porte le nom de Paul Dardé.

### Monuments aux morts
Paul Dardé est l’auteur de sept monuments aux morts :
- Monument aux morts de Lodève. Constitué d'un groupe de cinq femmes et deux enfants devant un gisant, il symbolise la douleur après la perte d'un père lors de la Première Guerre mondiale, Œuvre réalisée de 1921 à 1930.
- Monument aux morts de Clermont-l'Hérault, Œuvre réalisée de 1924 à 1928.
- Monument aux morts du Bousquet-d'Orb, Œuvre érigée en 1921.
- Monument aux morts de Limoux, Œuvre érigée en 1924.
- Monument aux morts de Lunel, Œuvre érigée en 1923.
- Monument aux morts de Saint-Maurice-Navacelles, Œuvre érigée en 1922.
- Monument aux morts de Soubès, Œuvre érigée en 1921.

### Autres sculptures
- L'Homme-Chèvre, ornant anciennement le parc du Château de Vizille.
- Stèle à la mémoire des officiers de médecine à Béziers, Hérault.
- Les Pleureuses, localisation inconnue. Plateau des Glières, Haute-Savoie.
- La Douleur, dit aussi Tête Aux Serpents, Tête de Prostituée ou Remords, 1913, gypse, Paris, musée d'Orsay.
- Laocoon, 1919, domaine de Montplaisir, Lodève, Hérault.
- Faune Guettant Une Nymphe, 1924, Musée de Lodève, Hérault[11],[12].
- L'Homme Primitif, 1931, Les Eyzies-de-Tayac-Sireuil, musée national de Préhistoire ; cette œuvre de trois mètres de haut et de cinq tonnes a été sculptée dans un seul bloc ; elle représente un homme de Néandertal et non pas un homme de Cro-Magnon, ainsi surnommé localement à cause de la proximité de l'abri de Cro-Magnon[13], distant de moins d'un kilomètre.